# 직접 시퀀스 확산 스펙트럼
전기 통신에서 직접 시퀀스 확산 스펙트럼(Direct-sequence spread spectrum, DSSS)은 주로 전체 신호 간섭을 줄이는 데 사용되는 분산 스펙트럼 변조 기술이다. 직접 시퀀스 변조는 전송된 신호의 대역폭을 정보 대역폭보다 넓게 만든다.
수신기에서 직접 시퀀스 변조를 해제하거나 제거하면 정보 대역폭이 복원되는 동시에 의도치 않거나 의도적인 간섭이 상당히 줄어든다.
스위스인 발명가 구스타프 과넬라는 "비밀 신호를 위한 수단 및 방법"을 제안했다. DSSS를 사용하면 메시지 심볼은 확산 시퀀스로 알려진 복소수 시퀀스에 의해 변조된다. 확산 시퀀스의 각 요소(칩이라고 함)는 원래 메시지 심볼보다 지속 시간이 짧다. 메시지 심볼의 변조는 스펙트럼에서 신호를 스크램블하고 확산시켜 확산 시퀀스의 대역폭을 생성한다. 칩 지속 시간이 짧을수록 결과 DSSS 신호의 대역폭이 커진다. 메시지 신호에 더 많은 대역폭이 다중화될수록 협대역 간섭에 대한 저항력이 향상된다.
DSSS의 실용적이고 효과적인 사용 사례로는 코드분할다중접속(CDMA) 방식, 와이파이 네트워크에서 사용되는 IEEE 802.11b 사양, GPS 등이 있다.

## 전송 방식
직접 시퀀스 확산 스펙트럼 전송은 전송되는 심볼 시퀀스를 원래 메시지 속도보다 높은 속도를 갖는 확산 시퀀스와 곱한다. 일반적으로 스펙트럼이 백색이 되도록 시퀀스가 선택된다. 동일한 시퀀스에 대한 지식은 수신단에서 원래 데이터를 재구성하는 데 사용된다. 이는 일반적으로 확산 시퀀스와 요소별 곱셈을 수행한 후 메시지 심볼 기간 동안 합산하는 방식으로 구현된다. 이 과정(역확산)은 수학적으로 전송된 확산 시퀀스와 확산 시퀀스 간의 상관 분석이다. AWGN 채널에서 역확산된 신호의 신호 대 잡음비는 확산 계수에 의해 증가하며, 이는 확산 시퀀스 속도 대 데이터 속도의 비율이다.
전송된 DSSS 신호는 원래 신호의 직접 변조에 필요한 것보다 더 넓은 대역폭을 차지하지만, 그 스펙트럼은 기존의 펄스 성형 필터링에 의해 제한될 수 있다.
원치 않는 송신기가 동일한 채널에서 다른 확산 시퀀스로 전송하는 경우, 역확산 과정은 해당 신호의 전력을 줄인다. 이 효과는 코드분할다중접속(CDMA) 방식의 다중 사용자 매체 액세스 방식의 기초가 되며, 이는 여러 송신기가 확산 시퀀스의 상호상관 특성 한도 내에서 동일한 채널을 공유할 수 있도록 한다.

## 장점
- 의도치 않거나 의도적인 재밍에 대한 저항력
- 여러 사용자 간의 단일 채널 공유
- 신호/배경 잡음 수준 감소로 가로채기 방해
- 송신기 및 수신기 간의 상대적 타이밍 결정

## 사용
- 미국 GPS, 유럽 갈릴레오 및 러시아 글로나스 위성 항법 시스템; 초기 글로나스는 FDMA와 함께 단일 확산 시퀀스를 사용하는 DSSS를 사용했으며, 후기 글로나스는 여러 확산 시퀀스를 사용하는 DSSS를 사용하여 CDMA를 구현했다.
- DS-CDMA(직접 시퀀스 코드 분할 다중 접속)는 다른 코드로 다른 사용자의 신호를 확산하여 DSSS를 기반으로 하는 다중접속 방식이다. 이는 가장 널리 사용되는 CDMA 유형이다.
- 900 MHz, 2.4 GHz 및 5.8 GHz 대역에서 작동하는 코드리스 전화
- IEEE 802.11b 2.4 GHz 와이파이 및 그 전신 802.11-1999. (후속 802.11g는 OFDM과 DSSS를 모두 사용한다.)
- 자동 검침
- IEEE 802.15.4 (예: 직비의 PHY 및 MAC 계층, 또는 WirelessHART의 물리 계층으로 사용됨)
- 무선 조종 모형 자동차, 항공 및 해양 차량
- 은밀성 및 재밍 및 스푸핑에 대한 저항력을 위한 확산 스펙트럼 레이더

## 같이 보기
- 상보 코드 키잉
- 주파수 도약 확산 스펙트럼
- 선형 되먹임 시프트 레지스터
- 직교 주파수 분할 다중 방식